# Renaud de Vilbac
Renaud de Vilbac, (ou Charles-Renaud de Vilbac), né à Montpellier en France, le 3 juin 1829, et décédé à Ixelles (près de Bruxelles) en Belgique, le 19 mars 1884, est un organiste et compositeur français.

## Biographie
Il entre au Conservatoire national supérieur de musique de Paris à 13 ans pour y étudier l'orgue avec François Benoist et la composition avec Halévy. Deux ans plus tard, il remporte le deuxième premier grand prix de Rome avec sa cantate Le Renégat de Tanger, sur un texte du marquis de Pastoret, en 1844.
De retour à Paris, après son séjour à la villa Médicis de Rome, de Vilbac devient titulaire du grand orgue Merklin-Schütze de l'église Saint-Eugène-Sainte-Cécile en 1855.
Il joue pour les concerts d'inauguration de plusieurs orgues du facteur Joseph Merklin.

## Œuvres

### Œuvres lyriques
- Au clair de lune, opérette sur un livret d'Antoine de Léris, au Théâtre des Bouffes-Parisiens, 1857.
- Don Almanzor, opéra bouffe sur un livret d'Eugène Labat et Louis Ulbach, au Théâtre-Lyrique, 1858.

### Musique pour piano
- Menuet Louis XV, op. 31 pour piano
- Ophélia, nocturne
- Petite Fantaisie sur la mélodie de Tissot
- Lili-Polka
- Petite poupée chérie, valse
- Caresses enfantines, mazurka
- Echo du désert, rêverie arabe
- Sonnez clairons, marche militaire
- Caprice Styrien
- Fior di speranza, romance sans paroles
- École complète et progressive du piano, en 7 volumes, Paris : Choudens, (v. 1871)
- Les Arabesques, op. 32 pour piano, Paris : Heugel (1871)
- La Neige, mazurka russe pour piano, Paris : Léon Grus (v. 1871)
- Échos de l’Enfance, 12 esquisses musicales pour piano, Paris : Enoch (v. 1877)
- 1re Polonaise pour piano, Paris : Enoch, (v. 1877)
- Deuxième styrienne pour piano, Paris : Enoch, 1879
- Fantaisie sur « I Capuleti e i Montecchi » de  Bellini, pour piano, Braunschweig : Litolff
- Fantaisie sur « Norma » de Bellini, pour piano, Braunschweig : Litolff
- Potpourri sur Coppélia (ballet de Léo Delibes), pour piano à 4 mains, Berlin : A. Fürstner, s.d.
- Beautés de Coppélia (ballet de Léo Delibes), 2 suites pour piano à 4 mains (v. 1885)
- Bouquet de mélodies sur « La Mascotte », opéra-comique de Edmond Audran, 2 suites pour piano à 4 mains (v. 1881.)

### Musique pour orgue et harmonium
- Perles de l’Harmonium, 80 Transcriptions de morceaux classiques, Braunschweig : Litolff (v. 1875)
- L’Orgue moderne, Douze morceaux applicables aux harmoniums, aux petites et grandes orgues, en 2 séries, Paris : Heugel (v. 1868).
- L’Organiste Catholique, en 3 vol., Londres, Boston, New York, Milan et Paris : Litolff.
  - Vol. 1 : 12 Offertoires, 12 Élévations ou Communions et 12 Sorties
  - Vol. 2 : Antiennes, Versets, Marches, Processions, Préludes
  - Vol. 3 : 12 Offertoires originaux pour les principales fêtes de l’anné
- L’Instituteur organiste (entrées, sorties, préludes, offertoires, élévations, communions, antiennes et versets pour l’office de la Messe et des Vêpres[3].
- Méthode d’harmonium, suivie d’études progressives[3].
- La Maîtrise catholique, motets d’après les grands maîtres avec accompagnement d’orgue ou d’harmonium. 1er volume : 20 motets à une voix ; 2e volume : 20 motets à 2 ou 3 voix égales ; 3e volume : 20 motets à 1, 2 ou 3 voix[3].